# Matei Pavel Haiducu
Matei Pavel Haiducu, né le 18 mai 1948 sous le nom de Matei Pavel Hirsch et mort en 1998, était un agent secret roumain qui a fait défection sur le territoire français en 1981. Il appartenait à la Direcţia de Informaţii Externe (Direction du renseignement extérieur) de la Securitate. Le père d'Haiducu était un fonctionnaire de haut rang au Ministère de l'Intérieur sous le régime communiste, à l'époque stalinienne.

## Carrière
À partir de 1975, Matei Pavel Haiducu est envoyé en mission en France, travaillant dans l'espionnage industriel pour la Roumanie, en particulier sur la technologie nucléaire.
Le 13 janvier 1981, Haiducu reçoit un ordre provenant de son supérieur, le général Nicolae Pleşiţă, qui lui demandait de tuer Virgil Tănase et Paul Goma, deux écrivains dissidents roumains réfugiés en France. Il fit alors défection et révéla ses ordres aux services secrets français, et à la DST, qu'un attentat dans le but de tuer Paul Goma était prévu (cependant, la boisson empoisonnée a été renversée par un « invité maladroit », qui était en fait un agent français) et un faux-enlèvement et assassinat fut simulé sur la vie de Tănase, avec des témoins l'ayant vu entrer de force dans une voiture le 20 mai 1982.
Cette affaire se place au moment d'une volte-face dans les relations entre la Roumanie de Nicolae Ceaușescu et l'occident : jusqu'alors, le régime de Ceaușescu était présenté comme plutôt indépendant de Moscou au sein du bloc de l'Est, et moins dictatorial que les autres ; après 1981 en revanche, les médias occidentaux commencent à faire écho à la répression, aux persécutions contre les Hongrois de Roumanie ou les Juifs, à la misère populaire et aux mouvements de révolte des ouvriers. Le 9 juin 1982, Haiducu tient une conférence de presse dans laquelle il attaque vivement le régime Ceaușescu : le Président de la République française François Mitterrand, reporte sine die sa visite prévue en Roumanie. Il tient une nouvelle conférence de presse le 25 août 1982.
Haiducu s'installe en Normandie où il prend le nom de Mathieu Forestier : il épouse une française et le couple a deux filles. Il est condamné à mort par contumace en Roumanie où ses biens sont saisis et sa famille expulsée de son logement. En 1984, il publie un livre (« J'ai refusé de tuer ») donnant sa version de l'affaire. Haiducu est décédé en 1998 à l'âge de 50 ans à la suite d'une hépatite C.
Selon Liviu Tofan, ancien journaliste de Radio Europe Libre, la subite défection de Haiducu, l'implication du gouvernement français qui met Virgil Tănase à l'abri en Bretagne et annule la visite de François Mitterrand à Bucarest, et le fait que l'« affaire Tănase » se déroule au moment où le régime roumain, « communisme indépendant et sympathique » devient une « bête noire national-communiste ») fait plutôt penser à une possible « opération conjointe Ouest-Moscou » contre l'entêtement de Ceaușescu à prendre un cap politique dont ni l'Occident, ni l'URSS ne voulaient : car, conclut Tofan, dans les métiers du renseignement « il n'existe pas de coïncidences ». Le fait qu'Haiducu a pu rentrer par la suite en Roumanie afin de chercher sa première famille pour l'emmener en France, et que ses informations ont été divulguées par plusieurs journaux français qui ont publié son histoire, pourrait corroborer ce point de vue, sans pour autant constituer une preuve.